# Astra 41
L'Astra 41 est un revolver de gros calibre (10 mm) destiné à la chasse à l'arme de poing et au tir sur silhouettes métallique.

## Fiche technique
- Pays d'origine :  Espagne/Pays basque espagnol
- Années de production : 1981-1995
- Fonctionnement : double action (système S&W M&P simplifié), barillet tombant à gauche
- Visée :  réglable
- Canon : 15-22 cm
- Longueur : 29/36 cm
- Masse à vide : 1280/1 310 g
- Capacité : 6 coups en .41 Magnum

## Sources
- P. Caiti, Pistolets et revolvers du monde entier, De Vecchi, 1994
- R. Caranta, Guillaume Tell, l'Annuaire des Armes, 18 volumes, Crépin Leblond, 1974-1998.